# The Newgate Calendar

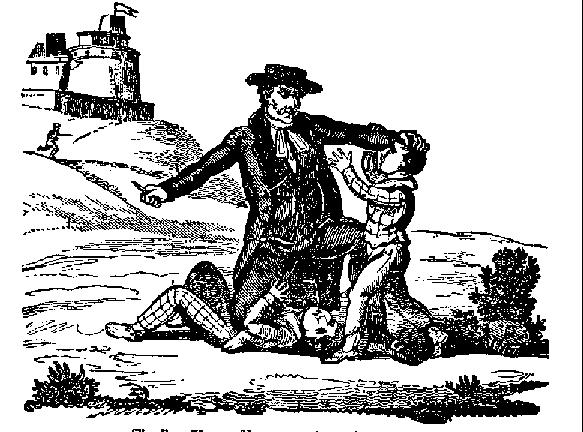
Imatge d'un assassí de nens, Thomas Hunter {ajusticiat l'agost de 1700} del The Newgate Calendar.

The Newgate Calendar ("El calendari de Newgate"), subtitulat “El sagnant registre dels malfactors”, va ser una obra popular de literatura dels segles XVIII i xix.

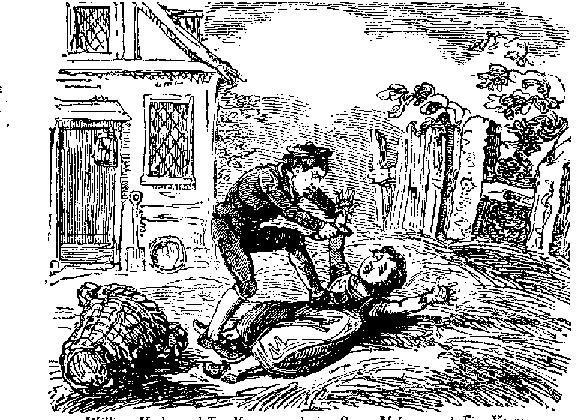
Il·lustració del de William York, de 10 anys, assassinant a Susan Matthew, de 5 anys, el 13 de maig de 1748, del The Newgate Calendar. (York va ser sentenciat a la execució a la forca, però finalment va ser indultat)

Originalment un butlletí mensual d'ajusticiaments, produït pel vigilant de la Newgate Prison en Londres; del títol del calendari se'n van apropiar altres editors, que posarien capítols biogràfics notoris sobre criminals com Sawney Bean, Dick Turpin, John Wilkes i Moll Cutpurse.
Edicions de recopilacions d'aquestes històries van començar a aparèixer a mitjans del segle xviii, i en el 1774 una edició de cinc volums es va convertir en la versió estàndard. Mentre que molts dels seus relats són molt adornat i representats sense crítica a partir d'altres fonts, que són vius i plens d'incident, i sovint es refereixen a esdeveniments actuals o problemes socials. Juntament amb la Bíblia i el The Pilgrim's Progress de John Bunyan, the Calendar es va fer cèlebre entre els tres primers treballs més probable de trobar-se en tota llar mitjana.